# 戒嚴時期不當叛亂暨匪諜審判案件補償基金會
戒嚴時期不當叛亂暨匪諜審判案件補償基金會是依《戒嚴時期不當叛亂暨匪諜審判案件補償條例》所設立的基金會，主要辦理戒嚴時期不當叛亂暨匪諜審判案件之受裁判者之處理認定，和補償或救濟等事宜。該基金會於1998年12月成立，至2014年9月解散。

## 歷史
臺灣於1949年至1987年間實施戒嚴，期間發生許多以「叛亂案」及「匪諜案」為名的政治案件。為辦理戒嚴時期不當叛亂暨匪諜審判案件之受裁判者之處理認定，和補償或救濟等事宜，立法院於1998年5月三讀通過《戒嚴時期不當叛亂暨匪諜審判案件補償條例》，同年6月17日總統公布，並於12月17日施行。行政院依此條例，於12月17日設立補償基金會，處理戒嚴時期人民因觸犯內亂罪、外患罪或《戡亂時期檢肅匪諜條例》，經判決有罪確定或裁判交付感化教育的相關受裁判者或家屬申請補償業務。
由於《戒嚴時期不當叛亂暨匪諜審判案件補償條例》歷經2000年、2002年、和2006年三次修訂，補償基金會至2014年9月解散，設立近16年。2014年12月，將相關補償申請卷宗與文書檔案，包含補償申請卷宗、基金會業務文件、調查史料影本、基金會出版品等紙本，移轉予國家人權博物館典藏。:12-24

## 組織概況
依《戒嚴時期不當叛亂暨匪諜審判案件補償條例》規定，基金會設立董事會，董、監事任期2年，連聘得連任。 
董事：由學者專家、社會公正人士、法官、政府代表、受裁判者或家屬代表（依法不得少於董事總額四分之一）所組成，董事共計13人。董事會以每月開會一次為原則，但董事長認為有必要或三分之一以上的董事提議，則加開臨時會。
董事會職權包含：1.經費之籌集、管理及運用。2.受裁判者之認定。3.補償金核發標準及核發程序之擬定。4.申請補償金案件之審核。5.內部組織之訂定及管理。6.執行其他事項。
董事長綜理會務，對外代表基金會，由董事互選之。歷任董事長分別為陳建民(1998年12月17日任)、蔡清彥(2000年6月19日任)、林政則(2010年12月7日任)。
董事長之下設置執行長一人，承董事長命令綜理業務，先後由周成瑜(1999年4月1日任)、倪子修(2001年1月1日任)擔任執行長。並於其下設置法律處、企劃處、行政處、會計室四個單位推行業務。
監事：負責稽核基金與存款、監督財務狀況及查核決算表冊等事宜，監事計有3人，由財政部、主計處、審計部各派代表擔任。:25
基金會職權：
1.給付補償金。
2.戒嚴時期不當叛亂暨匪諜審判案件之教材或著作之補助。
3.戒嚴時期不當叛亂暨匪諜審判案件有關調查、考證活動之補助。
4.舉辦戒嚴時期不當叛亂暨匪諜審判案件之紀念及學術等活動。
5.其他有助平反戒嚴時期不當叛亂暨匪諜審判案之受裁判者名譽，促進臺灣社會民主發展之用途。:26